# Water Closet: The Forbidden Chamber
Water Closet: The Forbidden Chamber — компьютерная игра в жанре эротической визуальной новеллы, разработанная и изданная японской компанией Will Japan. Первоначальный релиз состоялся 25 августа 2000 года для Windows.

## Игровой процесс
Water Closet: The Forbidden Chamber — компьютерная игра в жанре эротической визуальной новеллы. Игра посвящена различным фетишам, касающихся пищеварительной системы человека.
Игрок выбирает одного из пяти персонажей, у которые как-то связаны с туалетами: Икуми — девушка с энурезом; Джулин — медсестра в кабинете уролога; Рейка — модель, страдающая запором; Шоко — девушка, муж которой владеет зданием Will Century Building; или Сецука — девушка с прозвищем «Туалет». Действие игры разворачивается в здании Will Century Building. По мере прохождения персонаж встречает других игровых персонажей и загадочного человека по имени В. К. Николсон, западного исследователя, одержимого туалетами и их историей. Николсон по-своему решает проблемы персонажей.

## Отзывы критиков
| Иноязычные издания    | Иноязычные издания |
| Издание               | Оценка             |
| --------------------- | ------------------ |
| Honest Gamers         | [ 1 ]              |
| Gamecola              | 3/10               |
| Русскоязычные издания |                    |
| Издание               | Оценка             |
| Absolute Games        | 1 %                |

Игра получила отрицательные отзывы критиков, которые сошлись во мнении, что игра сильно на любителя.
Владимир «NomaD» Горячев из Absolute Games оценил игру в 1 балл из 100, раскритиковав тошнотворные задники и жутчайшую музыку.